# Darko Jukić
Darko Jukić (* 23. August 1990 in Kopenhagen) ist ein dänischer Basketballspieler montenegrinischer Abstammung.

## Laufbahn
Jukić wurde erst in der Nachwuchsabteilung des Kopenhagener Vereins Stevnsgade Basketball, dann des Falcon Basketball Klub in Frederiksberg ausgebildet. 2009 wechselte der sprungstarke Flügelspieler zum Bundesligisten Ratiopharm Ulm und blieb ein Jahr in Deutschland. Während dieser Zeit wurde Jukić insbesondere im Ulmer Nachwuchsbereich eingesetzt, in der Basketball-Bundesliga bestritt er nur ein Spiel.
2010 kehrte der Bruder von Zarko Jukić nach Dänemark zurück und spielte bis 2012 für Aabyhøj IF in der ersten Liga des Landes. Nach bereits guten Leistungen in Aabyhøj gelang ihm in der Saison 2012/13 in den Farben von Horsens IC der Sprung zum herausragenden Spieler der dänischen Liga. Jukić kam in 36 Einsätzen für Horsens auf Mittelwerte von 21,4 Punkten, 9 Rebounds und 3,6 Korbvorlagen. Anschließend wagte er abermals den Sprung ins Ausland und nahm in der Sommerpause 2013 ein Angebot von Fileni BPA Jesi an. In 18 Spielen für den italienischen Zweitligaklub erzielte der Däne durchschnittlich 8,4 Punkte je Einsatz.
In der Saison 2014/15 wurde er mit den Södertälje Kings schwedischer Meister. Jukić war einer der Stützpfeiler der Meistermannschaft und erzielte in 47 Ligaspielen im Durchschnitt 15,8 Punkte sowie 4,2 Rebounds je Begegnung. Mit Södertalje trat er zudem erstmals in seiner Laufbahn in einem europäischen Vereinswettbewerb, nämlich der EuroChallenge, an. 2015/16 stand Jukić in Diensten der Bakken Bears, kam auf 13,6 Punkte, 5,7 Rebounds und 3,5 Korbvorlagen pro Einsatz und wurde dänischer Vizemeister. Von eurobasket.com wurde er als bester dänischer Spieler der Liga in der Saison 2015/16 ausgezeichnet. Auch auf europäischer Ebene setzte er Akzente und erzielte 15,2 Punkte pro Spiel im FIBA Europe Cup.
2016/17 spielte Jukić beim slowenischen Erstligisten Krka Novo Mesto und kehrte 2017 zu den Bakken Bears nach Dänemark zurück. Mit der Mannschaft aus Aarhus wurde er 2018, 2019, 2020, 2021, 2022, 2023, 2024 und 2025 dänischer Meister und trug jeweils als Leistungsträger zu den Erfolgen bei. Des Weiteren war er mit Bakken erneut im FIBA Europe Cup sowie in der Champions League vertreten. Im April 2024 trug er zum Gewinn der European North Basketball League (ENBL) bei.

### Nationalmannschaft
Mit der dänischen Nationalmannschaft nahm Jukić unter anderem an Ausscheidungsrunden für die Europameisterschaft teil.